# Sportovní gymnastika na Letních olympijských hrách 2008
Sportovní gymnastika na Letních olympijských hrách 2008.

## Medailisté

### Muži
| Soutěž                | Zlato                                                                                      | Stříbro | Bronz |
| --------------------- | ------------------------------------------------------------------------------------------ | --- | --- |
| Víceboj – družstva    | Čína (CHN) · Čchen I-ping · Chuang Sü · Li Siao-pcheng · Siao Čchin · Jang Wej · Cou Kchaj | Japonsko (JPN) · Takehiro Kašima · Takuja Nakase · Makoto Okiguči · Kóki Sakamoto · Hirojuki Tomita · Kóhei Učimura | Spojené státy americké (USA) · Alexander Artemev · Raj Bhavsar · Joseph Hagerty · Jonathan Horton · Justin Spring · Kai Wen Tan |
| Víceboj – jednotlivci | Jang Wej · Čína (CHN)                                                                      | Kóhei Učimura · Japonsko (JPN)                                                                                      | Benoît Caranobe · Francie (FRA)                                                                                                 |
| Prostná               | Cou Kchaj · Čína (CHN)                                                                     | Gervasio Deferr · Španělsko (ESP)                                                                                   | Anton Golocuckov · Rusko (RUS)                                                                                                  |
| Kůň našíř             | Siao Čchin · Čína (CHN)                                                                    | Filip Ude · Chorvatsko (CRO)                                                                                        | Louis Smith · Velká Británie (GBR)                                                                                              |
| Kruhy                 | Čchen I-ping · Čína (CHN)                                                                  | Jang Wej · Čína (CHN)                                                                                               | Olexandr Vorobjov · Ukrajina (UKR)                                                                                              |
| Přeskok               | Leszek Blanik · Polsko (POL)                                                               | Thomas Bouhail · Francie (FRA)                                                                                      | Anton Golocuckov · Rusko (RUS)                                                                                                  |
| Bradla                | Li Siao-pcheng · Čína (CHN)                                                                | Yoo Won-Chul · Jižní Korea (KOR)                                                                                    | Anton Fokin · Uzbekistán (UZB)                                                                                                  |
| Hrazda                | Cou Kchaj · Čína (CHN)                                                                     | Jonathan Horton · Spojené státy americké (USA)                                                                      | Fabian Hambüchen · Německo (GER)                                                                                                |

### Ženy
| Soutěž                | Zlato                                                                                           | Stříbro | Bronz |
| --------------------- | ----------------------------------------------------------------------------------------------- | --- | --- |
| Víceboj – družstva    | Čína (CHN) · Čcheng Fej · Teng Lin-lin · Che Kche-sin · Ťiang Jü-jüan · Li Šan-šan · Jang I-lin | Spojené státy americké (USA) · Shawn Johnsonová · Nastia Liukinová · Chellsie Memmelová · Samantha Peszeková · Alicia Sacramoneová · Bridget Sloanová | Rumunsko (ROU) · Andreea Acatrineiová · Gabriela Drăgoiová · Andreea Grigoreová · Sandra Izbașaová · Steliana Nistorová · Anamaria Tămârjanová |
| Víceboj – jednotlivci | Nastia Liukinová · Spojené státy americké (USA)                                                 | Shawn Johnsonová · Spojené státy americké (USA) | Jang I-lin · Čína (CHN) |
| Přeskok               | Hong Un Jong · Severní Korea (PRK)                                                              | Oksana Čusovitinová · Německo (GER) | Čcheng Fej · Čína (CHN) |
| Prostná               | Sandra Izbașaová · Rumunsko (ROU)                                                               | Shawn Johnsonová · Spojené státy americké (USA) | Nastia Liukinová · Spojené státy americké (USA)                                                                                                |
| Bradla                | Che Kche-sin · Čína (CHN)                                                                       | Nastia Liukinová · Spojené státy americké (USA) | Jang I-lin · Čína (CHN) |
| Kladina               | Shawn Johnsonová · Spojené státy americké (USA)                                                 | Nastia Liukinová · Spojené státy americké (USA) | Čcheng Fej · Čína (CHN) |

## Přehled medailí
| Pořadí | Země                         | Zlato | Stříbro | Bronz | Celkově |
| ------ | ---------------------------- | ----- | ------- | ----- | ------- |
| 1.     | Čína (CHN)                   | 9     | 1       | 4     | 14      |
| 2.     | Spojené státy americké (USA) | 2     | 6       | 2     | 10      |
| 3.     | Rumunsko (ROU)               | 1     | 0       | 1     | 2       |
| 4.     | Severní Korea (PRK)          | 1     | 0       | 0     | 1       |
| 4.     | Polsko (POL)                 | 1     | 0       | 0     | 1       |
| 6.     | Japonsko (JPN)               | 0     | 2       | 0     | 2       |
| 7.     | Francie (FRA)                | 0     | 1       | 1     | 2       |
| 7.     | Německo (GER)                | 0     | 1       | 1     | 2       |
| 9.     | Chorvatsko (CRO)             | 0     | 1       | 0     | 1       |
| 9.     | Jižní Korea (KOR)            | 0     | 1       | 0     | 1       |
| 9.     | Španělsko (ESP)              | 0     | 1       | 0     | 1       |
| 12.    | Rusko (RUS)                  | 0     | 0       | 2     | 2       |
| 13.    | Ukrajina (UKR)               | 0     | 0       | 1     | 1       |
| 13.    | Uzbekistán (UZB)             | 0     | 0       | 1     | 1       |
| 15.    | Velká Británie (GBR)         | 0     | 0       | 1     | 1       |
| Total  | Total                        | 14    | 14      | 14    | 42      |